# 維多利亞·海沃德
維多利亞·格蘭·海沃德（英語：Victoria Gran Hayward，1992年4月11日—）是一名出生於加拿大安大略省的壘球選手，司職外野手，目前效力於國家職業快速壘球聯盟加拿大狂野。她曾隨隊參加2020年夏季奧林匹克運動會壘球比賽，結果獲得銅牌。

## 外部連結
- 官方网站
- 維多利亞·海沃德的X（前Twitter）
- 維多利亞·海沃德的Instagram帳戶